# Reeder
La ville de Reeder est située dans le comté d’Adams, dans l’État du Dakota du Nord, aux États-Unis. Sa population s’élevait à 162 habitants lors du recensement de 2010, estimée à 153 habitants en 2018.

## Démographie
| Groupe            | Reeder | Dakota du Nord | États-Unis |
| ----------------- | ------ | -------------- | ---------- |
| Blancs            | 95,7   | 90,0           | 72,4       |
| Métis             | 1,9    | 1,8            | 2,9        |
| Amérindiens       | 1,2    | 5,4            | 0,9        |
| Autres            | 1,2    | 2,8            | 23,8       |
| Total             | 100    | 100            | 100        |
|                   |        |                |            |
| Latino-Américains | 1,2    | 2,0            | 16,7       |

Selon l’American Community Survey, pour la période 2011-2015, 100 % de la population âgée de plus de 5 ans déclare parler l’anglais à la maison.
| 1910 | 1920 | 1930 | 1940 | 1950 | 1960 |
| ---- | ---- | ---- | ---- | ---- | ---- |
| 198  | 258  | 395  | 263  | 339  | 321  |

| 1970 | 1980 | 1990 | 2000 | 2010 | - |
| ---- | ---- | ---- | ---- | ---- | - |
| 306  | 355  | 252  | 181  | 162  | - |

## Source
- (en) Cet article est partiellement ou en totalité issu de l’article de Wikipédia en anglais intitulé « Reeder, North Dakota » (voir la liste des auteurs).

1. ↑  (en) « Population and Housing Unit Estimates » (consulté le 16 juillet 2019)
2. ↑  (en) Bureau du recensement des États-Unis, « Census of Population and Housing » (consulté le 21 janvier 2014)
3. ↑  (en) « Population Estimates », Bureau du recensement des États-Unis (consulté le 16 juillet 2019)
4. ↑  (en) « Population of North Dakota - Census 2010 and 2000 », sur censusviewer.com.
5. ↑  (en) « Reeder, ND Population - Census 2010 and 2000 », sur censusviewer.com.
6. ↑  (en) « Language spoken at home by ability to speak English for the population 5 years and over », sur factfinder.census.gov.
7. ↑  (en) « Statistiques des États-Unis - Dakota du nord - Profils des comtés de 2010 » (consulté en juin 2021)